# Semipelagianismo

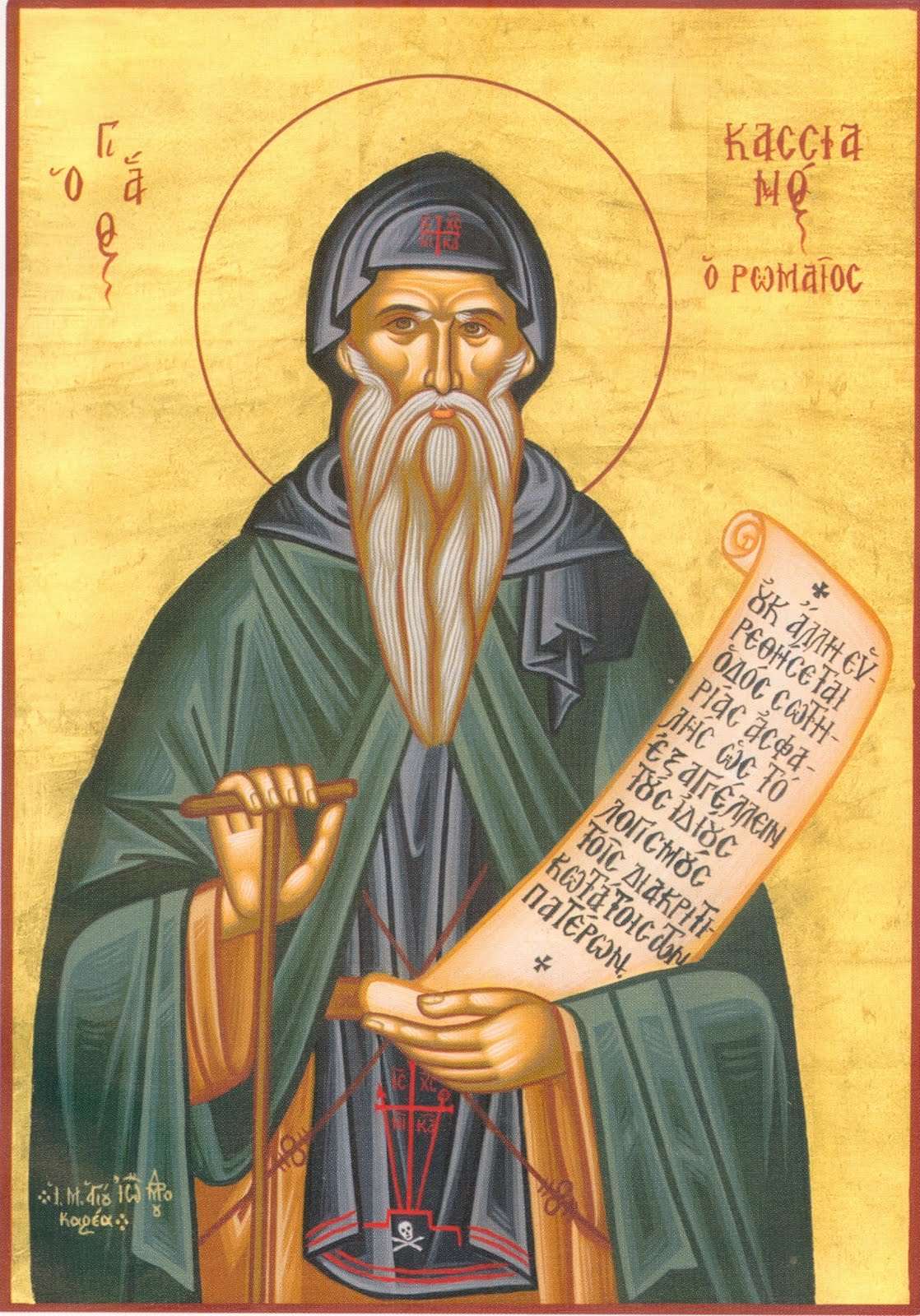
São João Cassiano foi um teólogo cristão, o principal teólogo da controvérsia semipelagiana e fundador do monasticismo ocidental.

O semipelagianismo é uma linha de pensamento cristã que trata principalmente sobre a salvação (soteriologia). Ensina basicamente que o ser humano é salvo exclusivamente por Deus mediante a graça, mas que a salvação partiria somente da inciativa da boa vontade no coração do homem para com Deus. Isto é, o homem precisa dar o primeiro passo em direção a Deus e então Deus irá completar o processo da salvação do homem. Esta teoria foi considerada herética pela igreja católica romana no Concílio de Orange. O semipelagianismo deriva de outra teoria teológica cristã conhecida como pelagianismo, também considerada herética.
No Primeiro Concílio de Éfeso a igreja católica romana condenou a negação de Pelágio da Bretanha a respeito da necessidade e suficiência da graça sobrenatural, e também não decidiu a favor de Agostinho de Hipona no tocante aos pensamentos monergistas. Portanto, mesmo o pelagianismo não sendo mais aceito pela igreja católica e ortodoxa, muitos teólogos migraram para uma posição intermediária entre o monergismo de Agostinho e as obras de justiça defendidas por Pelágio. A intenção era encontrar uma teoria soteriológica que fizesse justiça tanto à soberania da graça, quanto à livre decisão e atuação do homem. 
João Cassiano, monge de Marselha na França, foi o principal teólogo da controvérsia semipelagiana. Ele nasceu por volta do ano de 360 e ingressou ainda jovem no mosteiro de Belém, na Palestina. Visitou mosteiros no Egito e em outros lugares do Império Romano, depois fundou seu próprio mosteiro em Marselha, no ano de 410. Sua fama na história da igreja é mais como fundador do monasticismo ocidental, do que como teólogo do semipelagianismo. No mosteiro de Marselha estudaram vários teólogos relativamente brilhantes e o local se transformou no principal foco de oposição à teoria monergística, defendida por Agostinho de Hipona.
A controvérsia semipelagiana terminou no ano de 529 quando houve uma reunião de bispos ocidentais, conhecida como Sínodo de Orange, também chamada de Concílios de Orange. Importante observar que não consta na relação dos concílios ecumênicos, pois houve a participação apenas dos bispos ocidentais. Nesse concílio, os bispos católicos condenaram os principais aspectos do semipelagianismo. Importante observar que ocorreram dois concílios de Orange o primeiro no ano 441 e o segundo no ano de 529. 
Não se deve confundir semipelagianismo com o Arminianismo, onde o mesmo (Arminianismo) crê na Depravação Total, onde o homem, em seu estado natural, é incapaz de se entregar a Deus, por estar sob o jugo do pecado.